# Pogonogaster tristani
Pogonogaster tristani es una especie de mantis de la familia Thespidae.

## Distribución geográfica
Se encuentra en Costa Rica.

## Hallazgos
El Diseñador Gráfico y Fotógrafo de Naturaleza Oscar Blanco, encontró un espécimen vivo de Pogonogaster tristani en San Rafael de Heredia, Costa Rica, el Sábado 28 de julio de 2012. Y sin saberlo, estaba fotografiando una especie de Mantis, que solo había sido registrada a principios del siglo XX por Rehn (1918).
Posteriormente, y al enterarse de la importancia de este hallazgo, Oscar Blanco procedió a hacer contacto con varios expertos en el área de Entomología, y finalmente logró participar de una publicación con el científico e investigador Julián A. Salazar, de la Universidad de Caldas, Manizales, Colombia. Donde se ha documentado toda la información referente a Pogonogaster tristani, anterior y más reciente.
Esto incluye fotografías más detalladas, morfología, ubicación del hallazgo más reciente, etc.

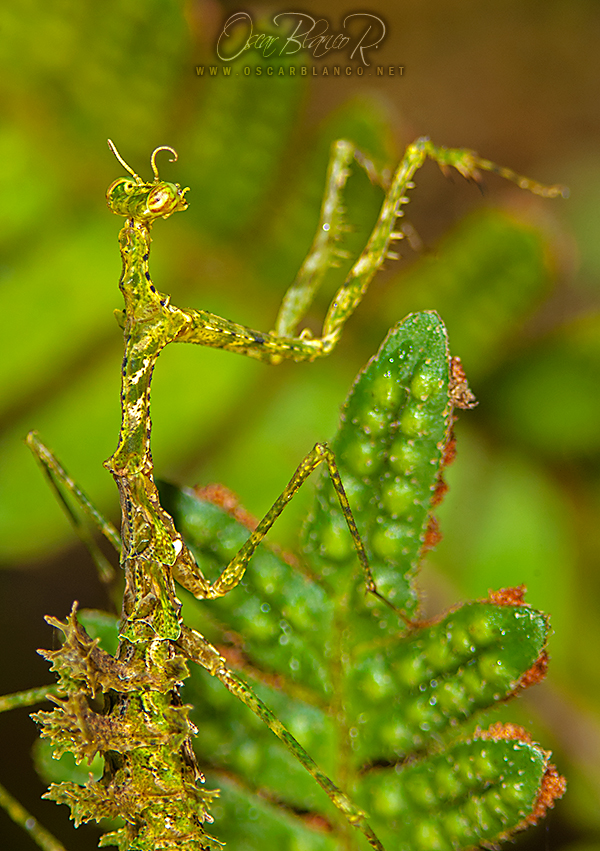
Fotografía por Oscar Blanco Pogonogaster tristani.

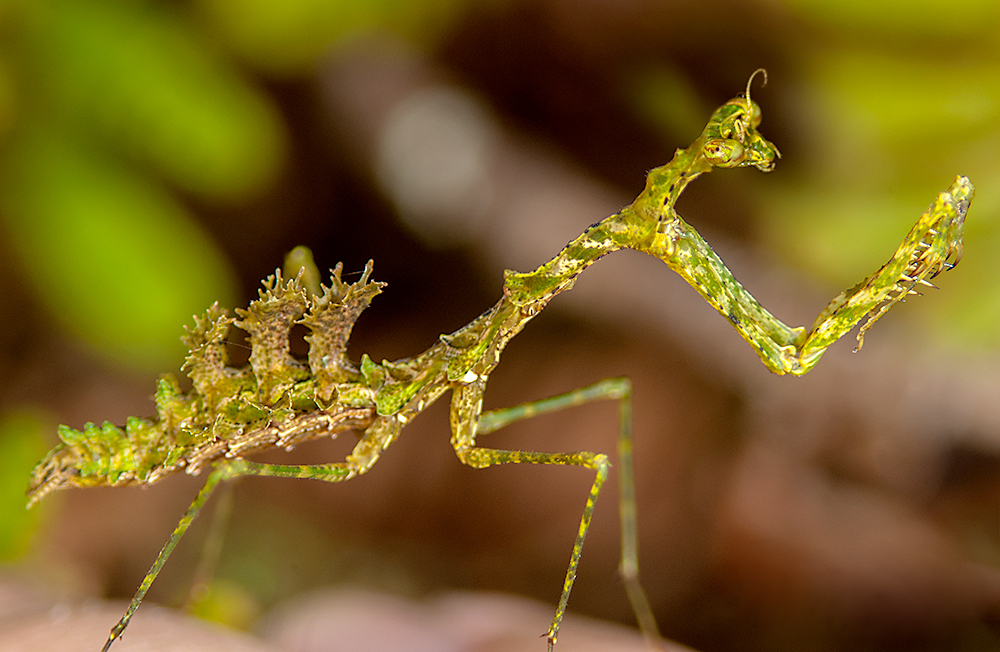
Fotografía por Oscar Blanco Pogonogaster tristani.